# David T. C. Davies
Pour les articles homonymes, voir David Davies (homonymie) et Davies.
David Thomas Charles Davies, dit David T. C. Davies, né le 27 juillet 1970, est un homme politique britannique membre du Parti conservateur.
Député de Monmouth, dans le sud du pays de Galles, de 2005 à 2024, il préside le comité spécial des affaires galloises des Communes pendant neuf ans et demi avant de devenir ministre du Pays de Galles en 2019.
De 2022 à 2024, il est secrétaire d’État pour le Pays de Galles dans le cabinet de Rishi Sunak.

## Jeunesse
Davies est né à Londres et étudie à la Bassaleg School, Bassaleg, une banlieue de Newport, au pays de Galles. Il est l'aîné des enfants de Peter et Kathleen Davies. Après avoir quitté l'école en 1988, il travaille pour la British Steel et sert dans l'armée territoriale. Il travaille pour sa famille dans leur compagnie maritime, Burrow Heath Ltd, avant d'entrer en politique. Il est également constable auprès de la police britannique des transports pendant 9 ans.
Il épouse Aliz Harnisfoger, qui est hongroise, en octobre 2003 à Monmouth, et ils ont trois enfants. Sportif passionné, Davies combat dans plusieurs matchs de boxe caritatifs sous le nom de "The Tory Tornado" et est un ancien président de la Welsh Amateur Boxing Association.

## Carrière politique
Il se présente sans succès pour le siège de Bridgend aux élections générales de 1997, terminant à la deuxième place à 15 248 voix derrière Win Griffiths. Opposant au concept d'une nouvelle assemblée galloise, Davies participe à la campagne du non dans le référendum de dévolution de 1997. Il se présente comme candidat conservateur pour Monmouth. Lors de l'élection inaugurale de l’Assemblée galloise de 1999, il est élu à l'Assemblée nationale du pays de Galles.
Davies parle couramment le gallois après avoir appris la langue à partir de zéro lorsqu'il est élu à l'Assemblée nationale du pays de Galles. Il reçoit la distinction de conférencier gallois de l'année.
Il est élu aux élections générales de 2005 comme député de la Chambre des communes pour Monmouth, le siège qu'il occupait à l'Assemblée galloise. Il bat le député travailliste Huw Edwards par 4 527 voix. Le 18 mai 2005, il prononce son discours inaugural en racontant l'histoire de sa circonscription depuis Geoffroy de Monmouth. Au Parlement, il rejoint la commission spéciale des affaires galloises après son élection.
En juin 2010, Davies est nommé président du comité des affaires galloises. Il est un ancien membre de la commission spéciale des affaires intérieures et est un partisan de mesures sévères pour lutter contre la criminalité. En janvier 2012, le Premier ministre David Cameron annonce sa nomination en tant que représentant de la délégation britannique à l'Assemblée parlementaire du Conseil de l'Europe. Il est réélu président de la commission sur le pays de Galles, sans opposition, en 2015.

## Opinions politiques
Davies s'oppose aux projets de son gouvernement d'introduire le mariage homosexuel au Royaume-Uni. Le 5 février 2013, il vote contre lors du vote de la Chambre des communes en deuxième lecture sur l'égalité du mariage en Grande-Bretagne. Cependant, le 9 juillet 2019, Davies vote en faveur de l'autorisation du mariage homosexuel en Irlande du Nord. 
Critique virulent de l'Union européenne, il soutient le Brexit lors du référendum de 2016 sur l'UE, et depuis il soutient le groupe de pression pro-Brexit Leave Means Leave.
Davies est sceptique sur la théorie du réchauffement climatique d'origine humaine et, en 2013, remet en question les preuves au Parlement,.